# Пауло Аутуорі
Пауло Аутуорі (порт. Paulo Autuori, нар. 25 серпня 1956, Ріо-де-Жанейро) — бразильський футбольний тренер, що працює з середини 1970-х років з різними командами в Бразилії, Португалії, Перу, Японії і Катарі.
Приводив команди «Крузейру» і «Сан-Паулу» до перемог у Кубку Лібертадорес, з «Ботафогу» вигравав чемпіонат Бразилії, а з клубами «Альянса Ліма» і «Спортінг Крістал» — чемпіонат Перу.

## Кар'єра тренера
Предки Пауло Аутуорі були італійцями, які перебрались до Бразилії, де і народився Пауло. По закінченні школи Аутуорі серйозно зайнявся вищою освітою, пов'язаною зі спортом. У нього є освіта в галузі фізичного виховання (Університет Каштелу-Бранку в Ріо), управління у спорті (Католицький Університет Ріо-де-Жанейро), а також успішно закінчені курси футбольного тренера в Університеті штату Ріо-де-Жанейро.
Пауло Отеорі довелося відмовитися від своєї мрії стати професійним футболістом після захворювання на поліомієліт у підлітковому віці. Хвороба залишила його з атрофованою ногою, через що він постійно кульгав при ходьбі, що заважало йому грати у футбол. Тим не менше, він не відмовився від своєї мрії бути частиною футбольного світу, і вирішив вивчити інші аспекти гри.
Розпочав тренерську кар'єру 1974 року, очоливши тренерський штаб клубу «Португеза». В подальшому до 1985 року працював з досить скромними командами штатів Ріо і Сан-Паулу, в яких набирався тренерського досвіду.
1986 року вперше взяв один з великих клубів Ріо — «Ботафогу». Цей клуб з 1968 (незабаром після відходу Гаррінчі) по 1989 рік не виграв жодного трофея, і у свій перший прихід в команду «Самотньої зірки» і Аутуорі не вдалося завоювати титулів. Досить скоро Пауло вирішив вирушити до Португалії, де у нього було достатньо можливостей для тренерських маневрів зі скромними, але міцними командами типу «Віторії» (Гімарайнш), «Насьонала» і «Марітіму».
Надалі, у періоди роботи у себе на батьківщині, очолював виключно великі бразильські клуби, що входять в число засновників Клубу Тринадцяти. У 1995 році Аутуорі домігся свого першого серйозного успіху. Очолюваний ним «Ботафогу» вперше у своїй історії виграв чемпіонат Бразилії. В команді, яка провела чудовий сезон, лідерами були Гонсалвес, Донізете і Туліо Маравілья, який був ідолом торсиди «Ботафогу» (вони називають цей період «Туліоманією»).
Після тріумфу з «Ботафогу» Пауло Аутуорі очолив інший великий клуб — цього разу європейську команду «Бенфіку», яка в 1990-ті роки пішла в тінь «Порту». З «Орлами» Аутуорі посів третє місце в чемпіонаті Португалії, після чого повернувся у Бразилію.
Успішним для Аутуорі став 1997 рік — спочатку була здобута перемога в Лізі Мінейро, а потім — в Кубку Лібертадорес, який став для «Крузейру» другим в історії клубу. У 1998—2000 роках сталася деяка стагнація в результатах Аутуори — незважаючи на те, що Пауло очолював такі клуби, як «Фламенго», «Інтернасьйонал», «Сантус», «Ботафогу» і «Крузейру», він ніде не затримувався довше року.
Протягом 2001—2005 роках тренер працював у Перу. Він двічі ставав чемпіоном країни, причому з різними командами — спочатку з клубом «Альянса Ліма» (2001), а потім (після короткострокового повернення в «Ботафогу») — з клубом «Спортінг Крістал» (2002). Відзначивши високі результати з клубами, Федерація Футболу Перу попросила Аутуорі очолити національну збірну цієї країни. На домашньому Кубку Америки 2004 року перуанці вийшли в 1/4 фіналу, однак там жереб звів їх з аргентинською командою, якій у підсумку не вистачило кількох хвилин до свого п'ятнадцятого титулу чемпіонів Америки. Господарі поступилися з мінімальним рахунком, а робота Аутуорі була розцінена як успішна.
У квітні 2005 року Аутуорі очолив «Сан-Паулу», змінивши Емерсона Леао, і провів вдалий сезон з «Триколірними Паулісти». Кампанія в Кубку Лібертадорес 2005 року увінчалася впевненою перемогою за сумою двох зустрічей над «Атлетіко Паранаенсе» у першому в історії чисто бразильському фіналі. У грудні «Сан-Паулу», триразовий чемпіон Південної Америки, в третій раз у своїй історії офіційно став і кращим клубом планети — у фіналі клубного чемпіонату світу «паулістас» переграли англійський «Ліверпуль» за рахунок єдиного голу Мінейро. 29 грудня 2005 року покинув «Сан-Паулу».

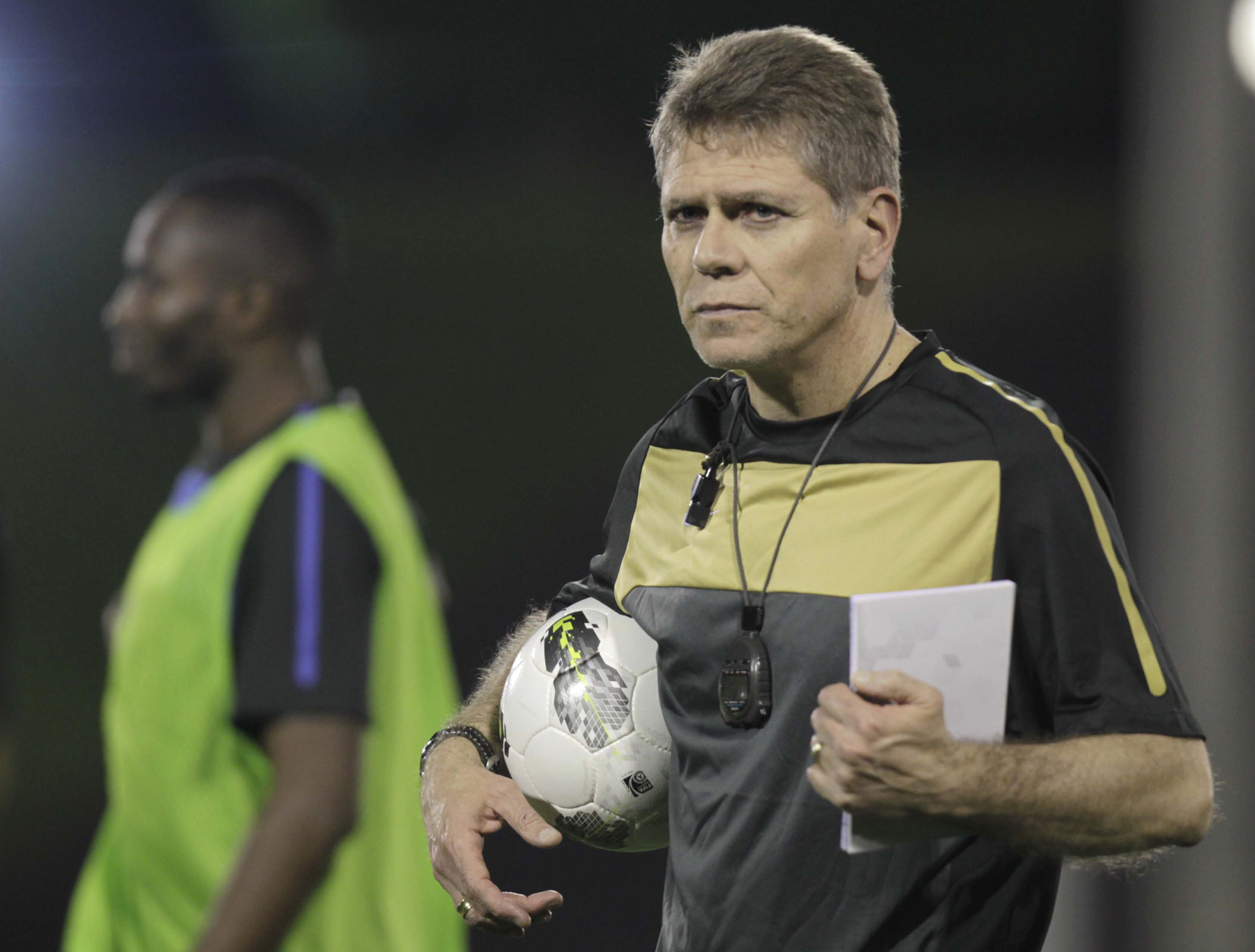
Пауло Аутуорі у 2012 році в збірній Катару.

Надалі працював у клубах Японії («Касіма Антлерс») і Катару («Аль-Райян» та збірна Катару), перемежовуючи ці періоди з не надто успішними поверненнями в Бразилію («Крузейру», «Греміу»).
У 2013 році очолив «Васко да Гаму». Проте вже 9 липня, посилаючись на невдоволення постійних затримок заробітної плати і результати нижче очікувань, покинув клуб.
11 липня 2013 року призначений головним тренером «Сан-Паулу». Змінив на цьому посту Нея Франко.
20 грудня 2013 року став головним тренером «Атлетіко Мінейру» на сезон 2014 року. Команда посіла друге місце в чемпіонаті штату в 2014 році. Після поразки в першому матчі 1/8 фіналу Кубка Лібертадорес проти «Атлетіко Насьйональ» рада директорів оголосила через свій Twitter про відставку Аутуорі 24 квітня 2014 року.
16 грудня 2014 року Пауло повернувся в японський клуб «Сересо Осака», який вилетів до другого дивізіону, з завданням повернути клуб в перший дивізіон. 17 листопада 2015 року, майже через рік після його прийому на роботу, Аутуорі пішов з клубу.
7 березня 2016 року призначений головним тренером «Атлетіку Паранаенсе». 23 травня 2017 року, у зв'язку з реорганізацією клубної структури, переведений на адміністративну посаду. На місце головного тренера «Атлетіку» замість Аутуорі призначений Едуардо Баптіста.

## Титули і досягнення
- Чемпіон Бразилії (1): 1995
- Чемпіон штату Мінас-Жерайс (1): 1997
- Чемпіон штату Парана (1): 2016
- Чемпіон Перу (2): 2001, 2002
- Володар Кубка Еміра Катару (2): 2010, 2011
- Володар Кубка Лібертадорес (2): 1997, 2005
- Клубний чемпіон світу (1): 2005
- Володар Суперкубка Болгарії (1): 2018
- Володар Суперліги Колумбії (1): 2023